# Bassé (Bourzanga)
Pour les articles homonymes, voir Bassé.
Bassé est une localité du département du Bourzanga, dans la province de Bam, dans le Centre-Nord, au Burkina Faso. 

## Population
Lors du recensement de 2006, on y a dénombré 2 134 habitants. 